# Drosophila gangotrii
Drosophila gangotrii är en tvåvingeart som beskrevs av Muniyappa och C. Adinarayana Reddy 1981. Drosophila gangotrii ingår i släktet Drosophila och familjen daggflugor.
Artens utbredningsområde är Indien.